# صدوقيون
الصدوقيون (بالعبرية: צְדוּקִים) هم حزب سياسي ديني نشأ ضمن المجتمع اليهودي وذُكر في العهد الجديد؛ فمن المعروف أنه خلال القرن الأول قبل الميلاد ومن ثم خلال القرن الأول انقسم المجتمع الديني اليهودي إلى عدد من الأحزاب والجماعات السياسية داخل المؤسسة الدينية، وقد كان أكبر حزبين هما الصدوقيون والفريسيون.
ورد ذكر الصدوقيين في الإنجيل وسفر أعمال الرسل أربعة عشر مرة، وكان قيافا عظيم الكهنة الذي سعى بالحكم على يسوع بالقتل صدوقيًا.

## أصل التسمية
اسم الصدوقيين يأت على الأرجح نسبة إلى صدوق الذي جعله سليمان رئيس كهنة اليهود ورئيس السنهدريم في القدس بعد وفاة أبيثار، الذي كان يسبقه في هذا المنصب.

## المعتقدات الدينية
الصدقيون جزء من الديانة اليهودية لكن لهم رؤيتهم الخاصة نحوها، فرفضوا التمسك والاعتراف بقدسية التوراة سوى أول خمسة أسفار العهد القديم والتي تنسب إلى موسى، أي التكوين، الخروج، العدد، اللاويين والتثنية؛ وأنكروا سائر الأسفار والكتب التي آمن اليهود بها؛ كذلك فقد أنكر الصدوقيون قيامة الأموات والإيمان بالحياة الأبدية بعد الموت ورفضوا الاعتراف بالملائكة والشياطين لعدم ذكرهم في الأسفار الخمسة التي آمنوا بها، وعرف عنهم التمسك الشديد بالمنطق وعدم إعارتهم الإيمان بالغيبيات سوى القليل من الأهمية، وبشكل عام كانت اختلاف عقائدهم الدينية مع سائر اليهود خصوصًا الفريسين وهم المنافسون التقليديون لهم، سبب عداء وصراع جدلي دائم بينهما.ولكن هناك دليل على أنه كان هناك انقسام داخلي بين المدعوين "الصدوقيين" – فمنهم من رفض الملائكة والنفس والقيامة – ومنهم من قبل هذه التعاليم.

## الصدوقيون في العهد الجديد
أول ذكر يرد للصدوقيين في العهد الجديد هو في الفصل الثالث من إنجيل متى ويذكرون مقرونين بالفريسيين يقرعهم يوحنا المعمدان؛ ورغم خلافهم الشديد مع الفريسيين فقد اتفقوا وإياهم على معاداة يسوع وتذكر الأناجيل عدة حوادث حاول فيها الصدوقيون والفريسيون الإيقاع به، ويورد في إنجيل متى 22/ 23-33 الحادثة الشهيرة للمجابهة بين الصدوقيين ويسوع عندما سألوه عن قيامة الموتى، بحسب رواية إنجيل متى، فقد استطاع يسوع البرهان بآية من سفر الخروج وهي إحدى الكتب التي يؤمنون بها، عن القيامة فقدم بذلك خدمة جليلة للفريسين.
كما ورد ذكرهم في مخطوطات البحر الميت.

## الوضع الاجتماعي
كان الصدقيون في الغالب ينحدرون من عائلات كهنوتية عريقة، ويشكلون في مجالسهم الخاصة رفعة المجتمع اليهودي، كذلك فقد شاع تعاونهم مع السلطات الرومانية التي كان الشعب يمقتها للحفاظ على وضعهم الديني والسياسي المتقدم، وخلال أيام المسيح توالى عظيمي كهنة من الصدوقيين هما حنّان وقيافا، وبنيجة هذه العلاقة القوية مع الرومان فقد كان للصدوقيين نفوذ قوي في الهيكل ولدى حرس الهيكل أيام يسوع الناصري.
ويعود تزايد نفوذ الصدوقيون إلى أيام العودة من بابل بمرسوم قورش (538ق.م) إذ آثر الفرس التعاون مع العناصر الكهنوتية داخل الجماعة اليهودية لأن بقايا الأسرة المالكة اليهودية من نسل داوود قد تشكل خطرا عليهم واستمر الصدوقيون في الصعود داخل الأمبراطوريات البطليمية والسلوقية والرومانية، واندمجوا مع أثرياء اليهود وكونوا جماعة وظيفية وسيطة تعمل لصالح الإمبراطوريات الحاكمة وتساهم في استغلال الجماهير اليهودية ولكن وبالتدريج ظهرت جماعة من علماء ورجال الدين (أهمهم جماعة الفريسيين) تلقوا العلم بطرق ذاتية، كما كانت شرعيتهم تستند إلى عملهم وتقواهم لا إلى مكانة يتوارثونها، ويحصلون على دخلهم من عملهم لا من ضرائب الهيكل وقد أدى ظهورهم إلى إضعاف مكانة الصدوقيون.